# ATP Berlin
Das ATP-Turnier von Berlin (offiziell Berlin Open) war ein Herren-Tennisturnier in Berlin, Deutschland.

## Geschichte
Das Turnier wurde nur 1990 und 1991 und als Teil der ATP Tour ausgetragen. Es wurde in der Deutschlandhalle ausgetragen, die Spieloberfläche war Teppich.

## Siegerliste
Es gelang einzig dem Tschechen Petr Korda, sich zweimal als Sieger zu verewigen: 1991 gewann er sowohl die Einzel- als auch die Doppelkonkurrenz.

### Einzel
| Jahr | Sieger        | Finalisten       | Finalergebnis |
| ---- | ------------- | ---------------- | ------------- |
| 1991 | Petr Korda    | Arnaud Boetsch   | 6:3, 6:4      |
| 1990 | Ronald Agénor | Alexander Wolkow | 4:6, 6:4, 7:6 |

### Doppel
| Jahr | Sieger                      | Finalisten                     | Finalergebnis |
| ---- | --------------------------- | ------------------------------ | ------------- |
| 1991 | Petr Korda Karel Nováček    | Jan Siemerink Daniel Vacek     | 3:6, 7:5, 7:5 |
| 1990 | Pieter Aldrich Danie Visser | Kevin Curren Patrick Galbraith | 7:6, 7:6      |